# Bentornato Presidente
Bentornato Presidente è un film del 2019 diretto da Giancarlo Fontana e Giuseppe G. Stasi, seguito di Benvenuto Presidente! del 2013. Il film ha ottenuto due candidature ai Nastri d'argento.

## Trama
Giuseppe Garibaldi, detto Peppino, otto anni dopo essere stato fortuitamente presidente della Repubblica, ormai completamente fuori dalla vita politica e tornato a vivere sulle montagne piemontesi, si ritrova nuovamente a Roma proprio nei giorni di una crisi di governo e viene scelto per ricoprire il ruolo di presidente del Consiglio.

## Produzione
Il film è stato prodotto dalla Indigo Film insieme a Vision Distribution, che per la prima volta collaboravano fra loro.

### Riprese
Buona parte delle scene del film sono state girate in Piemonte. Molte altre a Roma, in particolare di fronte al Quirinale, e altre a Palazzo Chigi.
A differenza del primo film, Benvenuto Presidente!, le scene nell'aula di Palazzo Montecitorio sono state girate in studio con l'aiuto del green screen.

## Distribuzione
Il film è uscito nelle sale italiane il 28 marzo 2019 incassando 1,5 milioni di euro